# Információkereső nyelvek

##### A könyvtári osztályozási rendszereken csoportosítása
1. A tudomány felosztásán alapuló rendszereket
2. A nyelvészeten alapuló rendszereket
3. A statisztikán alapuló rendszereket

A nyelvészeten alapuló rendszerekhez az információkereső nyelveket soroljuk. Közös jellemzőjük az önálló mondattan és nyelvtan, valamint az, hogy relációkkal fejezi ki az összefüggéseket. A relációk lehetnek irányítottak vagy irányítatlanok.

##### Irányított relációk
- Generikus reláció: fölé-alárendeltségi reláció
- Szerkezeti reláció: egész-rész reláció
- Irányultsága-függősége: okozat-ok, eredmény-eredet, termék-előidéző
- Irányított jellemző: tulajdonsága, mozgása, helye, ideje

##### Irányítatlan relációk
- Irányítatlan jellemző: közös fölérendelt hasonlóság, ellentét
- Ekvivalencia reláció: a közös tulajdonsággal rendelkező fogalmakat gyűjti össze, vagyis a szinonimákat és a kváziszinonimákat (majdnem teljesen hasonló jelentésű szavak) gyűjti egy helyre.

###### Egységei
- Az információkereső nyelvek legkisebb egysége a szövegszó, ezt tekintjük az osztályozás alapjának. A második egység a címszó, amely a dokumentumok címében található, a harmadik pedig a kulcsszó, amely átmeneti elem a formai feldolgozás és tartalmi feltárás között. A kulcsszó nem feltétlenül található meg az adott műben, legtöbbször a könyvtáros adja meg. A kulcsszó címekben, szerzőségi közlésben fordul elő, pl.: vattacukor. Az adott könyv a vattacukor gyártásáról szól, de nem feltétlenül található meg a címben.
- A következő egység a tárgyszó, egy tárgykört vagy annak részletét a legrövidebben megfogalmazó kifejezés, amely lehetővé teszi a tárgyi alapú visszakeresést, és a dokumentum tartalmi jellemzésére is felhasználható. A kulcsszó és a tárgyszó gyakran megegyezik egymással, vagy azok egymás szinonimái.
- A legnagyobb egység a deszkriptor, amely az információk feltárásához, visszakereséséhez és tárolásához nyújt segítséget. A deszkriptor egyszerre jelenti egyben a kisebb egységeket is. A nyelvészeti irányzat fő feladata a deszkriptorok gyártása a hatékony visszakeresés biztosítása érdekében. Nem számít deszkriptornak pl. az és kötőszó, mert nem teszi lehetővé a visszakeresés elvégzését. Az információk feldolgozására és keresésére közvetlenül nem, csak a vele összekapcsolt deszkriptor útján vagy annak figyelembevételével használható kifejezés.

## Az információkereső nyelvek típusai

### Az osztályozási nyelv szabályozottsága szempontjából
Természetes nyelvű információkereső nyelvek: előnyük, hogy közvetlen kapcsolatban állnak az aktuális szaknyelvvel és a rendszerek könnyen megtanulhatók és használhatók. Hátrányuk, hogy az osztályozási rendszer használatán keresztül nem kapunk semmilyen képet a tudományok, az adott szakterület egészére, felépítésére vonatkozóan.

#### Típusai
- Szövegszavas információkereső nyelvek: az osztályozási kifejezéseket a dokumentum eredeti szövegéből emeljük ki. Az első természetes nyelvű osztályozás Hans Peter Luhn nevéhez fűződik (Luhn-formula), rendszere a KWIC - szövegkörnyezetes kulcsszó index.
- Szabályozott nyelvű osztályozási rendszerek: ha a természetes nyelv szavait szabályozzuk, akkor szabályozott nyelvű osztályozási rendszert kapunk.

Mesterséges nyelvű információkereső nyelvek: az osztályozó fogalmakat, illetve a dokumentumok tartalmát eleve speciális kódokkal, szimbólumokkal fejezik ki, ilyen pl. az ETO (Egyetemes Tizedes Osztályozás). Előnye, hogy a rendszerek könnyen áttekinthetők. Hátrányuk, hogy e nyelvek szerkezetét, alapjait, kódjait és használatát külön meg kell tanulni.

### Logikai kapcsolat szerint
Hierarchikus információkereső nyelvek: a fogalmak teljes hierarchiarendszerét igyekeznek kiépíteni. A hierarchia a logikai fölé-alárendeltségi reláció és a szerkezeti egész-rész reláció alapján jön létre. A hierarchiát általában felülről lefelé építik. Előnyük, hogy a természetes nyelvre épülnek.

#### Típusai
- Monohierarchikus (enumeratív): egy fogalomnak csak egy fölérendelt fogalma lehet, illetve a fogalmak csak egy helyen fordulhatnak elő.
- Polihierarchikus (analitikus-szintetikus): a fogalmaknak több fölérendeltje is lehet, egy-egy fogalom több helyen is előfordulhat (pl.: ETO; Ranganathan rendszere).

Mellérendelő információkereső nyelvek: a fogalmak önállóak és egymástól függetlenek, az osztályozási kifejezéseket semmilyen szabály nem rendeli egymáshoz. Ezek a rendszerek nem filozófiai alapúak.

### Az osztályozó fogalmak mélysége szerint
Individualizáló információkereső nyelvek: tartalmi feltárást biztosítanak, egyedi információkat írnak le. Főleg szakkönyvtárakban használják.
Generalizáló információkereső nyelvek: átfogó témák, nagyobb témacsoportok jellemzik; osztályozási fogalmai általánosak. Főleg közkönyvtárakban, általános gyűjteményekben, illetve a nemzetközi információcserében használják.

### A gépesítettség foka szerint
Nem automatikus információkereső nyelvek: a gépesítettség teljes hiánya jellemzi.
Félautomatikus információkereső nyelvek: az osztályozó fogalmak kiválasztása gépmentes, de a rendezés és a szelektálás számítógéppel történik.
Automatikus információkereső nyelvek: az osztályozó fogalmak meghatározása, csoportosítása, osztályozása automatikusan történik.

### Szerkezet alapján
Prekoordinált információkereső nyelvek: az osztályok sorrendje, kapcsolatrendszere előre meghatározott.
Posztkoordinált információkereső nyelvek: a fogalmaknak nincs eleve meghatározott sorrendjük, az osztályozó fogalmakat a dokumentumok tartalmától függően rendeljük egymás mellé.

### A felölelt ismeretek köre, tartalmuk szerint
Egyetemes információkereső nyelvek: az emberi tudás egészét, az ismeretek teljes körét felölelik.
Speciális vagy szakterületi információkereső nyelvek: egy-egy tudományterület, szűkebb szakterület, ágazat ismereteit foglalják magukban.